# Erik Eriksson (naturläkare)
Erik Eriksson, var en svensk naturläkare. Han var en av de åtalade i den berömda häxprocessen i Katarina under det stora oväsendet.
Han kom från Västra Götaland och var kammarmakare, men han även verksam som naturläkare (klok gubbe) i Stockholm. Han var som sådan särskilt rekommenderad för sin förmåga för att kunna bota rosfeber. Erik drabbades 1667 av rosfeber i armen och botades av en klok gumma som sedan lärde undervisade honom om botemedlet. Han använde vitlöksskal och bad Den Heliga Treenigheten om hjälp under behandling. Han botade även huvudvärk med vitlök genom att tre gånger stryka ut denna motsols på patientens hjässa medan han lika många gånger rabblar besvärjelsen: ”Denna vitlök skall bortdriva rosen och kvesan. I Guds, Guds sons och Guds Helige Andes namn. Amen.”
Helena Olofsdotter, Erik Eriksson och Elsa Thomasdotter ställdes inför rätta i juli, samtidigt som rättegången mot Malin Matsdotter och Anna Simonsdotter pågick separat från denna. De hade alla tre haft kontakt med Brita Sippel, och åtalades för brotten signeri och lövjeri. Brita Sippel tillhörde hans kunder. Han angavs av Brita Sippels dotter under häxprocessen i Katarina. Han nekade först till alla anklagelser, men Brita Sippels dotter Annika kunde detalj beskriva händelseförloppet under besöket när hennes mor hade huvudvärk, och han medgav till slut att han hade behandlat Brita och dessutom andra kunder.  
Fallet mot dessa tre var dock besvärligt för domarna därför att dessa tre hade utpekats mer för trolldom än för att ha bortfört barn till Blåkulla, och den typ av häxeri de hade gjort sig skyldiga till inte passade in i den typ av häxeri som undersöktes under det stora oväsendet och vanligen bestraffades med kyrkstraff. Trots att det rådde en intensiv häxpanik i Stockholm när de ställdes inför rätta, blev de tre naturläkarna inte anklagade av någon för att ha bortfört barn till Blåkulla, och ingen påstod att de hade gjort annat än gott med hjälp av sin magi.  De medgav alla tre att de hade missbrukat Guds namn och uppgav att de ångrade sig, varför domarna dömde dem till olika disciplinära kyrkstraff. Helena Olofsdotter, Erik Eriksson och Elsa Thomasdotter dömdes till skam- och kyrkostraff till att stå vid skampålen på Norrmalmstorg i två timmar före och efter middagstid, med brottsrubriceringen – besvärjelser och vidskepelse – skrivet på en skylt ovanför deras huvuden. I Elsas fall skulle hon dessutom stå fjättrad vid sin påle med en järnring runt halsen och en piska i handen under sammanlagt åtta dagar i följd. Efter detta följde kyrkstraff, under vilket de skulle bikta sig offentligt, Elin och Erik i Katarina kyrka och Elsa i finska församlingen: Elsa tvingades bikta sig tre gånger. Efter kyrkostraff skulle de alla tre fördrivas från staden.